# Joana Ardiaca i Mas
Joana Ardiaca i Mas (vila de Gràcia, 1881 - 7 de gener de 1953) va ser una agitadora i activista política barcelonina, força activa durant la Setmana Tràgica de Barcelona de 1909.
El seu pare era militant anarquista i va ser condemnat en el procés de Montjuïc de 1899. Separada del marit, treballava en una fàbrica de teixits per mantenir la seva família. Alhora, militava en la secció femenina del Partit Republicà Radical, les militants del qual eren conegudes com a "dames roges". El juliol del 1909 va secundar la vaga general proclamada contra les lleves de la guerra de Melilla, i en la setmana següent va participar activament en la crema de convents, atacs a les comissaries i batusses al carrer. L'agost de 1909 fou detinguda sota l'acusació d'haver atiat i organitzat la rebel·lió juntament amb altres membres del seu partit, com Luis Zurdo de Olivares o Emiliano Iglesias Ambrosio. Tanmateix, fou posada en llibertat el 10 de novembre de 1909 i en el judici de 4 de març de 1910 fou absolta de tots els càrrecs.